# Reocín (ort)
Reocín är en ort i Spanien.   Den ligger i den autonoma regionen Kantabrien, i den norra delen av landet, 300 km norr om huvudstaden Madrid. Reocín ligger 105 meter över havet.